# Stazione di Candela-Sant'Agata di Puglia
La stazione di Candela-Sant'Agata di Puglia è una stazione ferroviaria posta sulla linea Foggia-Potenza. 

## Storia
Come in molte altre stazioni di questa ferrovia, il fabbricato viaggiatori è stato abbandonato e in disuso sino al 2015 quando è stato recuperato e trasformato in un Bed and Breakfast e un ristorante.

## Strutture e impianti
In passato, il fabbricato viaggiatori della stazione si presentava (come ancora oggi) con il colore rosso mattone; esso è tipico di una stazione ferroviaria (parte centrale rialzata, parti sinistra e destra ribassate).
Il primo piano risulta oggi chiuso. Il piano terra è ancora aperto, ma senza i servizi per i passeggeri. Nel fabbricato vi è una piccola sala d'attesa.

## Movimento
La stazione è servita da 6 corse quotidiane. Il traffico della stazione è sceso di molto negli anni scorsi e ad oggi si presenta quasi nullo.

## Servizi
La stazione non dispone di alcun servizio.